# أندريه فيرنر
أندريه فيرنر (بالألمانية: André Werner)‏ (و. 1960  م) هو ملحن، من ألمانيا، ولد في بريمرهافن.

## التعليم
تعلم في جامعة برلين للفنون.